# Реп-рок
Реп-рок (англ. Rap rock) — жанр музики, що поєднує вокальні і інструментальні елементи хіп-хопу з різними формами рок-музики. Історично першими рок-гуртами, що експериментували з репом, були Blondie і The Clash. 1986 року гурт Aerosmith (спільно з Run–D.M.C.) випустив ремейк на пісню «Walk This Way» 1975 року, і це сприяло популяризації хіп-хопу серед білої аудиторії. Майже одночасно в рамках жанру з'явилися фанк-метал і репкор, трошки пізніше сформувався реп-метал. Згодом реп-рок став основою для альтернативного репу.